# Stactobia shahdara
Stactobia shahdara är en nattsländeart som beskrevs av Ivanov 1992. Stactobia shahdara ingår i släktet Stactobia och familjen smånattsländor. Inga underarter finns listade i Catalogue of Life.